# Asphodelus gracilis
Asphodelus gracilis là một loài thực vật có hoa trong họ Thích diệp thụ. Loài này được Braun-Blanq. & Maire miêu tả khoa học đầu tiên năm 1922.